# میکارتا

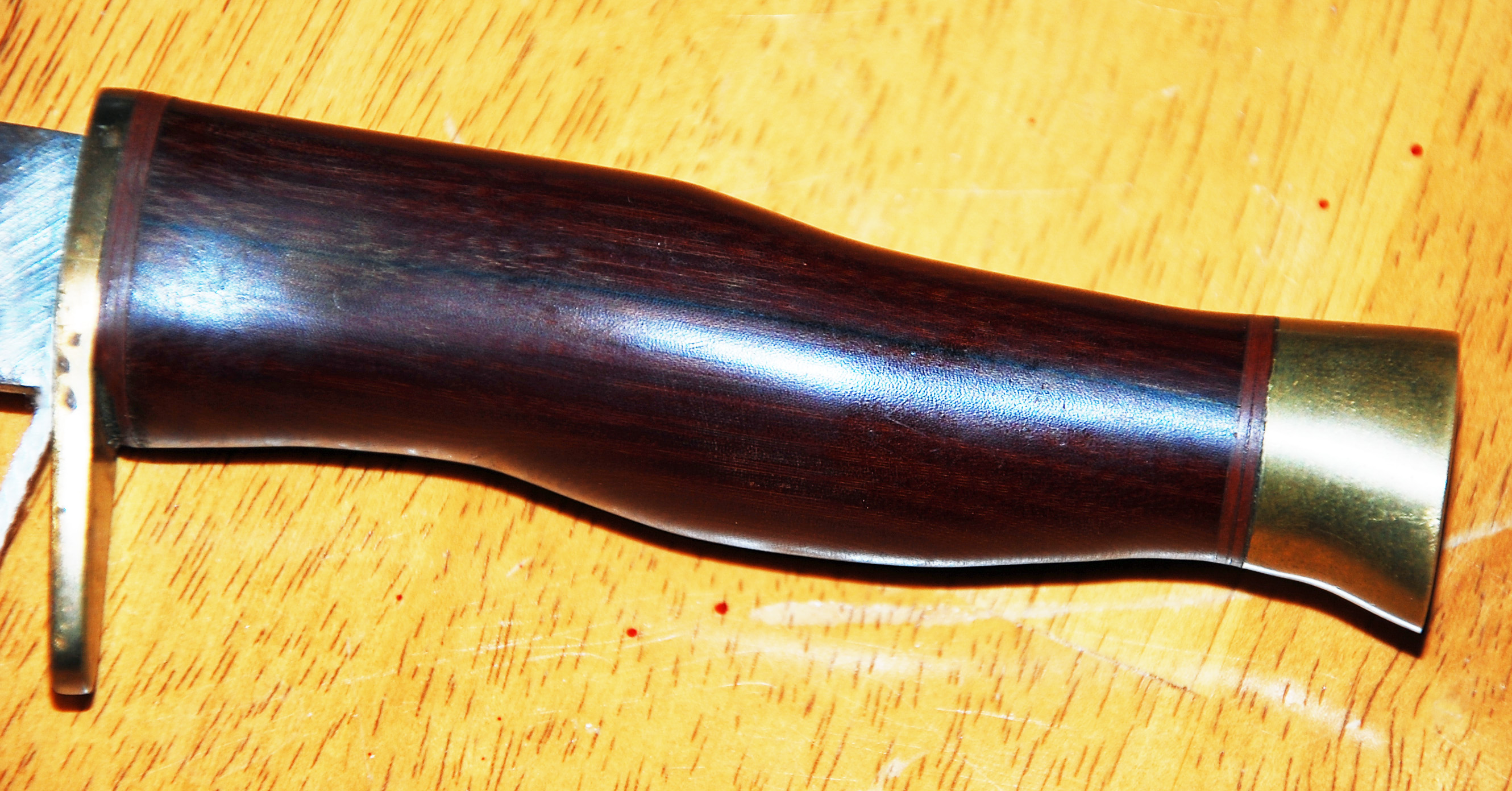
دسته چاقو از جنس میکارتا

میکارتا (به انگلیسی: Micarta) نام تجاری برای مواد کامپوزیتی ساخته شده از کتان، کرباس، کاغذ، فایبر گلاس، فیبر کربن یا دیگر فابریک‌ها در یک ترموستینگ پلاستیک است. اینگونه مواد در صنعت برق و تزئینات استفاده گسترده دارند. میکارتا توسط جورج وستینگهاوس در اوایل سال ۱۹۱۰ و با استفاده از رزین‌های فنولیک اختراع شده توسط لئو باکلند توسعه داده شد.